# プン・ハ
プン・ハ（ベトナム語: Phùng Há、本名: Trương Phụng Hảo、張鳳好、1911年4月30日 – 2009年7月5日）は、ベトナムの歌劇カイ・ルオンの歌手。ティエンザン省出身。
1923年から活動を開始し、自分の一座Huỳnh Kỳを立ち上げるものの、うまくいかずに終わった。しかし、その後は多くの一座を回り、下積みの末に1950年代には名声は頂点を極めた。
2009年7月5日ホーチミン市にて死去。